# Recoaro Terme
Recoaro Terme är en ort och kommun i provinsen Vicenza i regionen Veneto i Italien. Kommunen hade 6 268 invånare (2018).